# Pere II de Bretanya
Pere II de Bretanya dit el Simple o Pere de Guingamp (7 de juliol de 1418-Nantes, 22 de setembre de 1457) fou duc de Bretanya de 1450 a 1457, fill de Joan V l'Anglòfil, duc de Bretanya, i de Joana de França. Fou també comte de Guingamp (1421-1457), comte de Montfort, i altres títols.

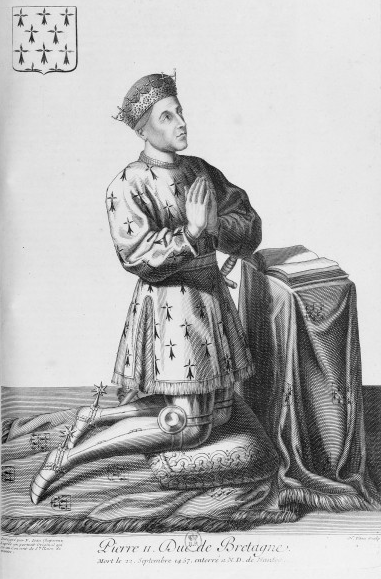
Pere II en oració

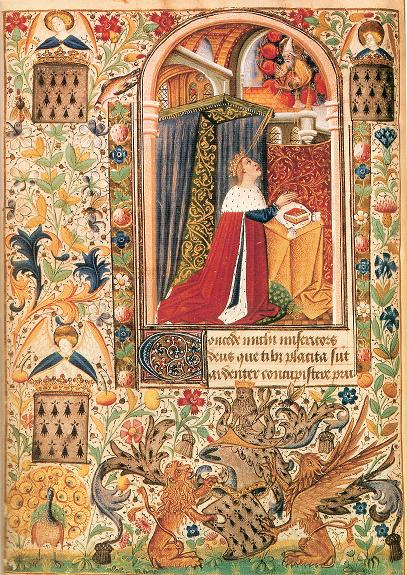
Pere II en oració

Blasó de Pere II en tant que comte de Guingamp

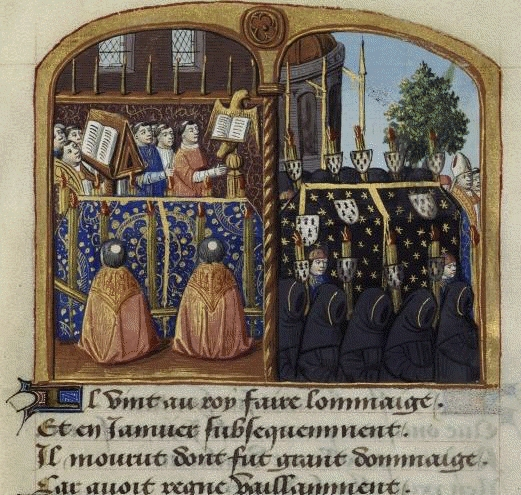
Funerals de Pere II i d'Artur III, per Marcial d'Alvèrnia,.

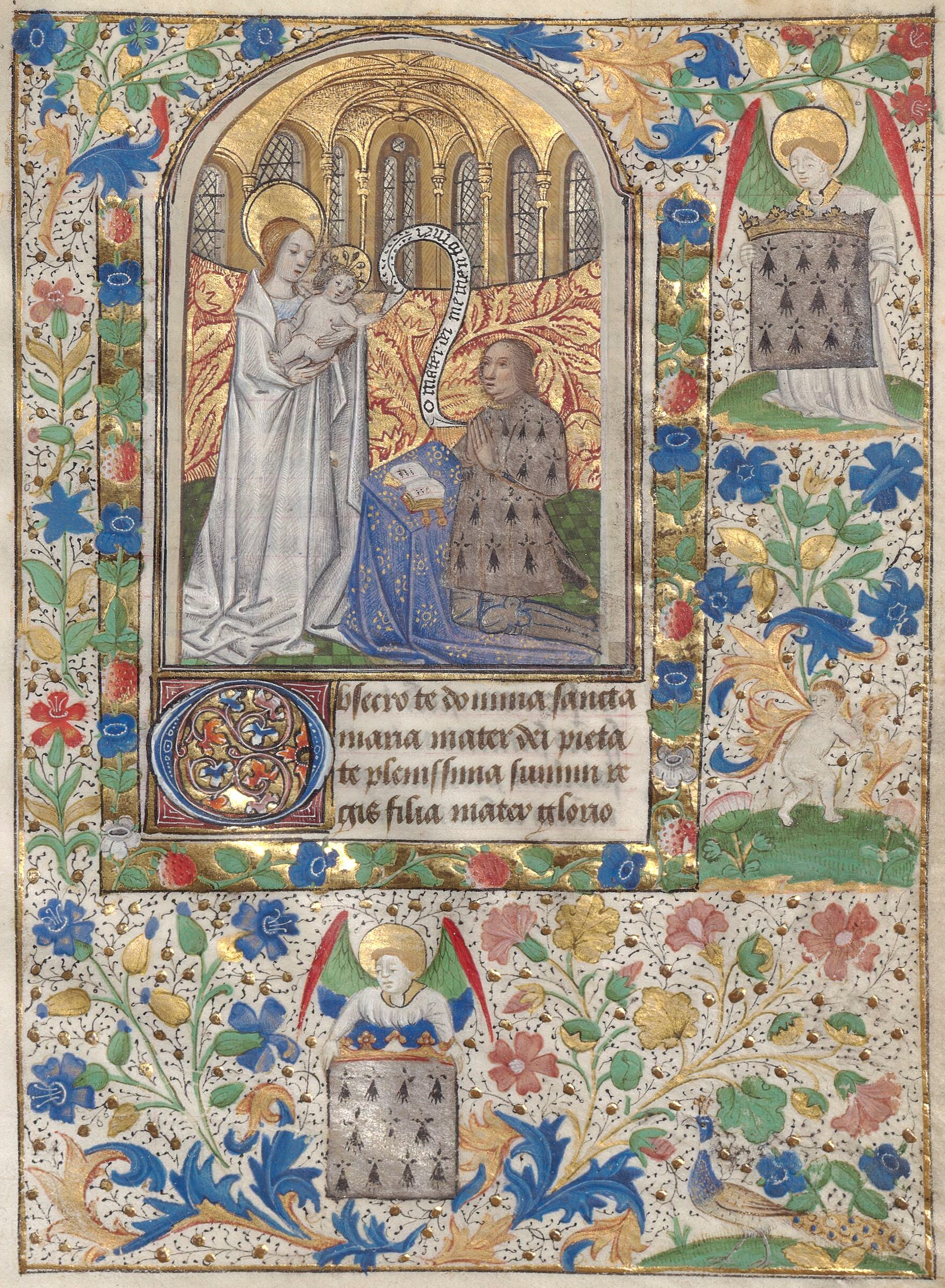
Pere II de Bretanya en oració davant la Verge i el Nen

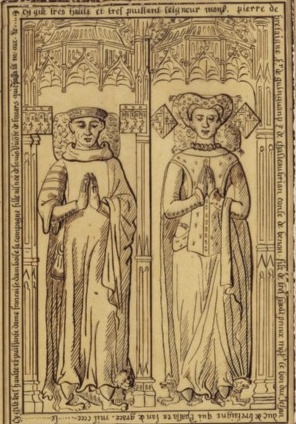
Tomba de Pere II i de Francesca d'Amboise

Va rebre el comtat de Guingamp el 1421 i quan tenia poc més de 20 anys va combatre contra els anglesos a Normandia el 1449 i el 1450 amb el seu germà el duc Francesc I de Bretanya, i el seu oncle El conestable de Richemont prenen diverses ciutats, entre les quals Coutances, Saint-Lô i Fougères. Va esdevenir duc, a la mort de Francesc I. Aquest no tenia fills, i seguint les disposicions del primer Tractat de Guérande (1365) que excloïa a les filles, va designar per succeir-lo al seu germà Pere amb preferència a les seves pròpies filles, Margarida de Bretanya i Maria de Bretanya. Pere II va fer perseguir els assassins del seu altre germà, Gil de Bretanya.
Es va casar el juny de 1441 amb Francesca d'Amboise (1427- 1485), filla de Lluís d'Amboise, vescomte de Thouars i príncep de Talmont, a qui l'església concedirà la qualitat de "benaventurada". Però no hi va haver fills d'aquest matrimoni. El seu oncle Artur el va succeir sota el nom d'Artur III de Bretanya.
El 1455, Pere II i la seva esposa, la benaventurada Francesca d'Amboise no podien tenir de descendència. Amb els problemes de salut de Pere II es va plantejar la qüestió de la seva successió. Per evitar que el tron de Bretanya caigués entre mans estrangeres, el duc va decidir casar a la seva neboda, Margarida de Bretanya, filla del seu germà gran Francesc I de Bretanya, amb el seu cosí, Francesc de Bretagne, comte d'Étampes, futur duc de Bretanya. Per segellar aquesta unió, el duc va convocar els Estats de Bretanya a Vannes, on es van reunir el dijous 13 de novembre de 1455, a la sala alta de la Cohue; allí es reuniren els principals senyors bretons, així com els bisbes, els abats i els representants de les ciutats. Tots aprovaren la unió matrimonial volguda per Pere II.
Els casaments començaren el 16 de novembre per una gran missa a la catedral de Sant- Pere de Vannes, presidida pel bisbe de Nantes, Guillem de Malestroit. Van seguir els banquets i els balls al castell de l'Ermini, i les competicions cavalleresques van animar la Plaça dels Lliços:
| «              | Al dinar el duc va portar la seva esposa a la sala de l'Ermini on va agafar el seu lloc al mig de la cerimònia…; el duc estava a la cambra i conversava amb els principals senyors… El duc tenia l'esposa prop d'ell… Després del dinar cap a les quatre van començar les danses pels alts menestrals. El duc va portar a la senyora de Malestroit, el senyor de Laval portava a la duquessa, els altres senyors a les altres dames, i van continuar les danses fins a la nit. L'endemà van començar les jutes que van durar quatre dies; i després que els senyors van passar aquest temps en gran joia, festes i diversions, van abandonar Vannes. | » |
| — Pere le Baud | |   |

El regnat relativament curt d'aquest duc no va marcar gaire la història del país. Els seus contemporanis han descrit a Pere II el Simple com ben aconsellat per la seva dona, però poc fet per a la funció ducal, pesat de cos i d'esperit, i afectat per freqüents canvis d'humor. Va participar en la batalla de Castillon el 1453.
Es va fer construir en vida, mentre que era encara només comte de Guingamp, una tomba esculpida a la col·legial de Notre-Dame de Nantes, desapareguda amb la revolució. Es diu que a l'obertura de la seva tomba (potser pels revolucionaris), no es va descobrir al seu interior més que un maniquí; el misteri sobre el veritable destí d'aquest duc va néixer llavors i es va especular que hauria organitzat la seva falsa mort per escapar-se.